# Løjt Kirkeby
Løjt Kirkeby er en by på halvøen Løjt Land, 7 km nord for Aabenraa i det østlige Sønderjylland med 2.395 indbyggere  (2025). Byen hører til Løjt Sogn, Aabenraa Kommune, Region Syddanmark.
I Løjt Kirkeby findes Løjt Kirke (de).

## Faciliteter
- Løjt Kirkeby Skole har 497 elever, fordelt på 0.-9. klassetrin.[2] Ved skolens gamle indgang står en ugleskulptur, og over døren findes inskriptionen:

Ja tal nu sandt om småt og stort
og jævnt om alt det høje
thi godt er alt hvad Gud har gjort
og klart er barnets øje
- Løjt Lands Idrætsanlæg har 2 haller og en sportslounge. Udendørs er der 3 fodboldbaner, område til 3 håndboldbaner, 400 m løbebane, beachvolleybane, 2 tennisbaner og 2 petanquebaner.[3]
- Løjt Idrætsforening (Løjt IF) tilbyder 8 forskellige idrætsgrene.[4]
- Løjt Kro har værelser og selskabslokale til 50 personer. Den har kun morgenmadsrestaurant, men drives sammen med Restaurant Knapp 4 km mod syd.[5][6]
- Løjt Forsamlings- og Kulturhus har en festsal med plads til 110 personer og et tilstødende lokale med plads til 35.[7]

## Historie
Oldtidsgrave viser at der har boet mennesker på Løjt Land i 6.000 år.

### Rundemølle
Løjt Lokalhistoriske Forening har hjemsted og udstillinger på Rundemølle ved Elsted Bæk 2 km nord for Løjt Kirkeby. Den første vandmølle på stedet blev opført i 1200-tallet, men møllen blev brændt ned i 1625 og 1656. I 1870 fik møllen et flot stuehus, og der blev oprettet mejeri og bageri. I 1920 blev der indlagt turbiner, og møllen malede korn indtil 1945.

### Søfart
I 1700- og 1800-tallet var området præget af søfart, som førte velstand med sig. I 1845 var der 206 søfolk i Løjt Sogn, heraf 34 skibsførere og 52 styrmænd. Jørgen Bruhn, der var født på Strågård i den sydlige del af sognet, tjente en formue som kaperkaptajn og byggede i 1847 skibsværftet på Kalvø.

### Jernbanen
Løjt Kirkeby havde station på Aabenraa Amts Jernbaners linje Aabenraa-Løgumkloster (1901-26). Stationsbygningen var også kro, men fra starten af 1920'erne ville stationsagenten ikke længere have banens passagerer ind i kroen, så man måtte indrette en gammel personvogn som ventesal. Stationskroen og købmandsforretningen, som var bygget sammen med den, nedbrændte i 1929. På grunden opførte man Løjt Forsamlingshus, der blev indviet i 1930. I Løjt Skovby 3 km syd for kirkebyen findes en velbevaret amtsbanestation på Skovby Bygade 24.

### Kendte personer
- Marcus Lauesen (1907-1975) var en dansk forfatter.

### Genforeningssten
Over for Løjt Forsamlings- og Kulturhus står en sten, der blev rejst i 1936 til minde om Genforeningen i 1920. En privat genforeningssten, der allerede i 1920 blev rejst i kunstnerens egen have, blev efter hans død i 1940 også flyttet til området ved forsamlingshuset.